# توائم مختلطة
التوائم المختلطة هي توائم أخوية ولدت لعائلات متعددة الأعراق، وتختلف التوائم في لون البشرة وخصائص أخرى تعتبر من السمات العرقية.
من وجهة نظر بيولوجية فإن الاختلافات في هذه التوائم الأخوية أو ثنائية الزيجوت من اثنين من الآباء متعددي الأعراق ليست مفاجئة. في البشر يُعتقد أن عددًا صغيرًا نسبيًا من الجينات مسؤول عن لون بشرة الإنسان. وتعتبر الألائل المختلفة أو المتغيرات الجينية رمز للاختلافات في الميلانين الموجود داخل الجلد. ويوجد في بعض المجموعات ترددات عالية من الأليلات الجلدية الداكنة، في حين أن البعض الآخر يحتوي على ترددات عالية من الأليلات للبشرة الفاتحة على سبيل المثال. يمتلك والدا التوائم اللذان عادة ما يكونا كلاهما من العرق المختلط مجموعة من الأليلات للبشرة الفاتحة والداكنة في الجينوم.
ويمتلك كل حيوان منوي أو خلية بويضة مجموعة عشوائية من الجينات من الأمهات والآباء.وبالرغم من قلة حدوث ذلك إلا أنه يمكن أن يكتسب الحيوان المنوي أو البويضة عشوائيا الألائل التي تمنح لون البشرة الفاتح والألائل التي تمنح لون البشرة الداكن. في مثل هذه الحالات يمكن أن يختلف التوائم الأخوية عن بعضها بشكل كبير من حيث لون البشرة أو الخصائص الظاهرية الأخرى.وقد ولدت مجموعات عديدة من التوائم المختلطة.